# Fredrik II av Sachsen
Fredrik II "den saktmodige", född 22 augusti 1412 i Leipzig, död 7 september 1464 i Leipzig, var son till Fredrik den stridbare, som han efterträdde som kurfurste av Sachsen, 1428-1464.
1445 råkade han i en arvtvist med sin bror Vilhelm efter Fredrik den fridsamma av Thüringens död. Ett krig utbröt, som varade till 1451. Kunz av Kauffungens prins 1455 var en följd därav (se Sachsiska prinsrovet). 
Fredrik den saktmodige var från 1431 gift med Margareta, en syster till kejsar Fredrik III.

## Barn
- Amalia av Sachsen
- Anna av Sachsen (1437–1512), gift 1458 med kurfurst Albrekt Akilles av Brandenburg
- Ernst av Sachsen
- Albrekt III av Meissen
- Hedwig I av Quedlinburg